# Medicom Toy
迈迪康姆玩具公司（日语：メディコム・トイ），又译为迈迪寇，是日本的一家成立于1996年的大型玩具生产商，总部坐落于东京都的涉谷区。
其著名的代表产品有RAH（Real Action Heroes）系列的奥特系列，此系列随后逐渐与万代公司的PBM合作，和一些美漫电影模型兵人，包括超人、蝙蝠侠和蜘蛛侠等，由其随后推出，但公司还是主打日本动漫品牌。
2001年、開始生產Bearbrick公仔。

## 外部連結
- 迈迪康姆玩具公司官方網站